# 세계 평화

평화 기호로도 불리는 핵군축 기호

세계 평화 또는 지구상의 평화는 지구상의 모든 사람들과 모든 국가들 사이에서 행복, 자유, 평화가 보장되고 있는 이상적인 상태에 대한 개념이다. 세계 평화라는 개념은 국민들과 국가들이 세계 비폭력에 대해 국가의 지배 체제에 의해 혹은 자발적으로 협력할 수 있도록 하는 하나의 동기부여적 요소이다. 서로 다른 문화, 종교, 철학, 그리고 조직들은 그러한 평화적인 국가가 어떻게 생겨날 것인가에 대해 다양한 견해를 가지고 있다.
다양한 종교와 세속적인 조직들은 인권, 기술, 교육, 공학, 의학, 또는 외교를 통해 모든 형태의 투쟁을 종말하고, 세계 평화를 달성하려는 목표를 가지고 있다. 1945년부터 유엔과 유엔 안전보장이사회 5개 상임이사국(중국, 프랑스, 러시아, 영국, 미국)이 전쟁이나 선전포고 없이 갈등을 해결하고자 운영되고 있다. 그럼에도 불구하고, 여러 국가들은 수많은 군사적 충돌에 직면하고 있다.

## 세계 평화에 대한 이론들
어떻게 세계 평화를 달성할 수 있을지에 대해 많은 이론들이 제안되었으며, 그 중 몇 가지는 아래에 기재되어 있다.

### 민주평화론
민주평화론의 지지자들은 민주주의가 서로 전쟁을 하지 않거나 거의 하지 않는다는 강력한 경험적 증거가 존재한다고 주장한다.
그러나 역사적으로 민주주의 국가들 사이에는 몇 가지 전쟁이 있었다.

### 자본주의 평화론
아인 랜드는 그녀의 에세이 "전쟁의 뿌리"에서 주요한 역사 전쟁들이 지금보다 경제가 많이 통제되었을 시기에 발발했고, 자본주의는 인류에게 역사상 가장 긴 평화 기간을 주었으며, 1815년 나폴레옹 전쟁 말기에서 1914년 제1차 세계 대전이 발발할 때까지, 프로이센-프랑스 전쟁, 미국-스페인 전쟁, 미국 남북 전쟁(1861-1865)을 제외하고 이 시기에는 문명 세계 전체가 가담한 전쟁이 없었다고 주장했다.

### 코브던주의
코브던주의 지지자들은 관세 철폐와 국제 자유 무역이 전쟁을 불가능하게 만든다고 주장한다. 그들은 그 근거로 장기간의 전쟁이 발발했을 때, 자유 무역이 특정 국가의 폐쇄적인 자급자족을 방지할 수 있다고 말한다.
그러나, 자유 무역은 국가가 전시 상황에 일시적으로 자급자족하려는 비상 계획을 막지는 못한다. 또한 전시 상태에서는 국가가 단지 다른 국가로부터 필요로 하는 것을 획득할 수 있을 뿐이다. 이것을 잘 알려주는 사례가 제1차 세계대전으로, 영국과 독일 모두 부분적으로는 자급자족했다. 독일은 전쟁 경제를 만들 계획이 없었기 때문에 이 사례는 더욱 중요하게 보아야 한다.
보다 일반적으로, 자유 무역은 전쟁을 불가능하게 만들지는 않지만, 전쟁으로 인한 전쟁과 무역의 제한을 만들 수 있으며, 많은 다른 국가에서 생산, 연구 및 판매를 하는 국제 회사들에게 매우 많은 비용이 들 수 있다. 따라서 국가 기업만 없는 한 강력한 로비는 전쟁에 반대하는 논쟁을 벌일 것이다.

### 상호확증 파괴
상호확증 파괴는 양측의 전면적인 핵무기 사용이 결국 양측의 호전적 파괴로 귀결되는 군사전략의 원칙이다. 냉전 시대의 상호확증 파괴 정책을 지지하는 사람들은 상호확증 파괴가 이루어진다면, 어느 한쪽에게 더 이상 순이익의 가능성을 제공하지 않을 정도로 전쟁의 치명성을 증가시키게 되고, 결국 전쟁을 무의미하게 만든다고 주장한다.

## 국제 평화의 날
세계 평화의 날이라고도 불리는 국제 평화의 날은 매년 9월 21일에 기념된다. 이 날은 평화, 특히 전쟁과 폭력의 부재를 위해 헌정하려고 제정되었으며, 전쟁 중인 지역에서 일시적 휴전일로 기념될 수 있다. 국제 평화의 날은 1981년 유엔 총회에 의해 제정되었다. 20년 후인 2001년, 총회는 만장일치로 이 날을 폭력 예방과 휴전의 날로 지정했다. 이 날은 많은 국가와 많은 사람들에 의해 인정받고 있다. 2013년에 처음으로, 이 날은 평화 교육에 헌정되었는데, 전쟁을 지속적으로 감소시키기 위한 주요 예방 대책으로 인정되었다.

## 종교적 관점

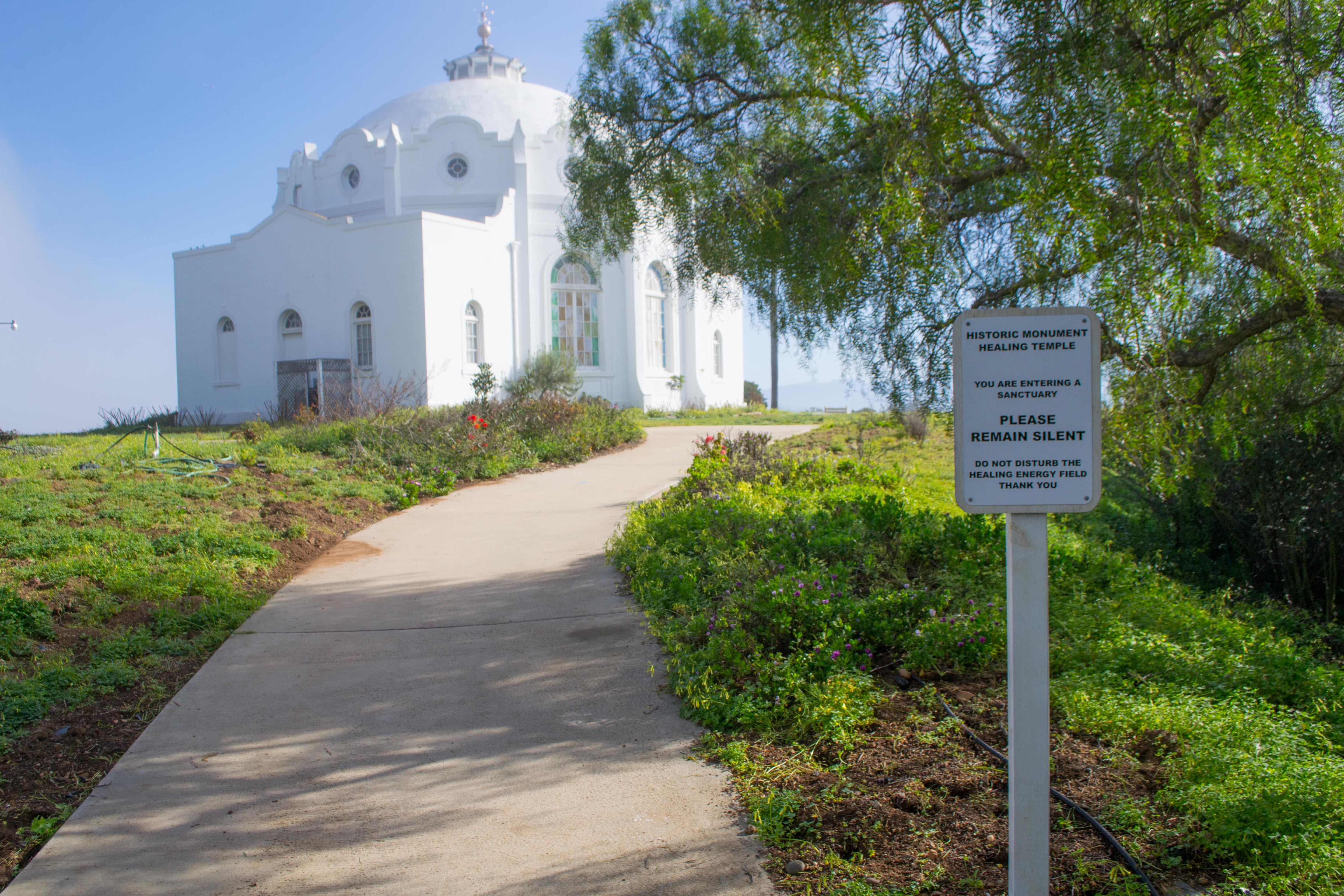
"평화는 교육의 문제이며, 국가든 개인이든, 모든 국민들이 서로 자비롭고, 정의롭고, 공공연하게 상대하는 법을 배우기 전까지는 성취가 불가능하다."

많은 종교와 종교 지도자들은 폭력의 종말에 대한 그들의 갈망을 표현해 왔다.

### 바하이 신앙
바하이 신앙의 중심 목표는 세계인의 단결을 확립하는 것이다. 바하올라는 "신을 믿는 것과 그의 종교를 창조하는 근본적인 목적은 인류의 이익을 보호하고 그들의 단결을 확립시키는 것이다..."라고 단언했다. 바하올라는 그의 글에서, 세계 평화의 두 단계인 작은 의미의 평화와 큰 의미의 평화를 묘사했다.
작은 의미의 평화는 본질적으로 세계 여러 국가간에서 이루어지는 집단적 안보 협약이다. 이 협약에 동의한 국가들은 영토의 약탈이나 이웃의 파괴가 발생하는 경우, 침략국에 대항하여 서로를 보호하기로 한다. 작은 평화는 범위가 제한적이며 기본 질서 확립과 국경의 보편적 인정 그리고 국가의 주권에 관한 평화이다. 바하이는 작은 평화가 대부분 신의 의지 아래 이루어지고 있으며, 그 과정에 미치는 바하이의 영향은 비교적 미미하다고 말한다.
큰 의미의 평화는 작은 의미의 평화의 궁극적인 목표이며 영적, 사회적 단결이 발생했을 때로 구상되고 있다. 즉, 전 세계의 사람들이 서로의 존재를 단순히 이해하는 것 뿐만 아니라 서로를 진정으로 배려하는 시기다. 바하이는 이 과정이 바하이의 가르침, 원칙, 실천이 전 세계로 확산되었을 때 비로소 일어난다고 보고 있다. 큰 의미의 평화를 위한 과정과 기본적인 요소는 Universal House of Justice에 의해 쓰여진 문서 The Promise of World Peace에 언급되어 있다.

### 불교
주요 문서: 불교

많은 불교 신자들은 세계 평화는 개인이 먼저 마음속에 평화를 정착시켜야 비로소 성취될 수 있다고 믿는다. 부처의 가르침은 분노와 다른 부정적 심리 상태들이 곧 전쟁과 싸움의 원인이라는 것을 강조한다. 불교도들은 사람들이 분노와 같은 부정적 감정을 버리고 애정, 친절, 연민과 같은 긍정적 감정을 길러야만 평화와 화합 속에서 살 수 있다고 믿는다. 모든 다르마계 종교(힌두교, 자이나교, 불교, 시크교)와 마찬가지로, 아힘사(불해, 폭력 회피)가 중심이 되는 개념이다.

이 세상에서 증오는 절대 증오를 통해 누그러지지 않는다. 증오가 없는 것만으로도 증오가 누그러진다. 이것은 영원한 법이다.
— 석가모니, 법구경: 쌍화 5절
평화의 탑은 세계 평화를 상징하고 고무시키기 위해 세워진 기념물로, 오랜 세월 동안 평화 운동의 중심이었다. 이것들은 일본 불교 단체인 닛폰잔 묘호지에 의해 세워진 전형적인 불교 건축물이다. 런던, 빈, 뉴델리, 도쿄, 룸비니와 같이 전세계 도시 곳곳에 존재한다.

### 이슬람교
이슬람 수화에 따르면, 전 세계는 이맘 마흐디의 지도 아래 단결될 것이다. 그렇게 된다면 사랑, 정의, 평화가 너무나도 풍부하게 되어, 세상이 낙원의 모습을 닮아갈 것이다.

## 경제적 영향
2015년 6월 세계평화지수 보고서는 폭력이 세계 경제에 미치는 영향이 14조 3천억 달러에 달한다고 강조했다. 또한 이 보고서는 폭력으로 인한 경제적 비용이 세계 GDP의 13.4%로 브라질, 캐나다, 프랑스, 독일, 스페인, 그리고 영국의 경제 총 생산량과 같다는 것을 발견했다.

## 세계 평화를 위한 6D
세계 평화를 위한 6D는 1990년대 새로운 적극적 평화를 목표로 학자들이 내세운 비핵화, 비군사화, 비극화, 발전, 민주화, 자연환경에 대한 깊은 존경을 지칭한다.

## 같이 보기
- 휴전
- 정전 (군사)
- 국제 경찰
- 국제사회
- 국제안보
- 국제인권법
- 국제 비폭력의 날
- 노벨 평화상
- 비살생
- 비폭력
- 세계정부
- 세계 평화 평의회
- 평화주의
- 평화 운동
- 평화 기호
- 강화 조약
- 알라망성